# Agobardus mandibulatus
Agobardus mandibulatus là một loài nhện trong họ Salticidae.
Loài này thuộc chi Agobardus. Agobardus mandibulatus được Elizabeth Bangs Bryant miêu tả năm 1940.